# ボレット
ボレット（伊: Boretto）は、イタリア共和国エミリア＝ロマーニャ州レッジョ・エミリア県にある、人口約5,300人の基礎自治体（コムーネ）。

## 地理

### 位置・広がり

#### 隣接コムーネ
隣接するコムーネは以下の通り。括弧内のMNはマントヴァ県所属を示す。
- ブレシェッロ
- カステルノーヴォ・ディ・ソット
- グアルティエーリ
- ポンポネスコ (MN)
- ポヴィーリオ
- ヴィアダーナ (MN)

### 気候分類・地震分類
ボレットにおけるイタリアの気候分類 (it) および度日は、zona E, 2435 GGである。
また、イタリアの地震リスク階級 (it) では、zona 3 (sismicità bassa) に分類される。